# チャールズ・ルイス (ジャーナリスト)
チャールズ・ルイス （英語: Charles Lewis、1953年10月30日 - ）は、アメリカ合衆国のジャーナリストである。
ABCニュースやCBSニュースの60 Minutesの元プロデューサー。1989年3月、非営利の調査報道団体センター・フォー・パブリック・インテグリティ(CPI)を創設。2008年、アメリカン大学大学院「調査報道ワークショップ」（en:Investigative Reporting Workshop）を設立、現在、担当教授を務める。ジャーナリズムの核心部分である調査報道を非営利の形で実践してきた先駆者とされる。